# TLR4
Toll-like receptor 4 je protein, u člověka kódovaný genem TLR4. TLR4 je transmembránový protein, patřící do rodiny toll-like receptorů, které patří mezi pattern-recognition receptory (PRR). Jeho aktivace vede ke spuštění intracelulární signální dráhy NF-κB, produkci pro-zánětlivých cytokinů a aktivaci odpovědi vrozené imunity. Jeho nejznámějším ligandem je lipopolysacharid (LPS), složka přítomná na vnější membráně gramnegativních bakterií, ale i na některých grampozitivních bakteriích. Mezi další ligandy patří některé virové proteiny, polysacharidy a různé endogenní proteiny, jako například nízkodenzitní lipoprotein (LDL), beta-defensiny a proteiny teplotního šoku (HSP).
TLR4 byl zároveň označen jako CD284 (diferenciační skupina 284). Molekulární váha TLR4 je přibližně 95kDa.

## Funkce
TLR4 je patří do rodiny toll-like receptorů (TLR), která zastává zásadní roli při rozpoznání patogenů a aktivaci vrozené imunity. Rozeznávají s patogeny asociované molekulární vzory (PAMPs), které jsou exprimovány na infekčních agens, a zprostředkovávají produkci cytokinů, potřebných pro vývoj účinné imunity. TLR jsou vysoce konzervované od Drosophily až po člověka a vyznačují se funkční a strukturní podobností. Různé TLR vykazují rozdílné vzory exprese. Tento receptor je nejvíce exprimován na placentě, ve slezině a v myelomonocytické subpopulaci leukocytů.
Je známě, že TLR4 kooperuje s proteiny LY96 (rovněž známým jako MD2) a CD14, aby došlo ke zprostředkování signálních transdukčních událostí vyvolaných lipopolysacharidem (LPS), který se nachází u většiny gamnegativních bakterií. Mutace v tomto genu jsou spojovány s rozdíly v odpovědi vůči LPS. Signalizace u TLR4 probíhá tvorbou komplexu mezi extracelulární na leucinové repetice bohatou doménou a intracelulárním toll/interleukin-1 receptorovou doménou (TIR). Stimulace prostřednictvím LPS indukuje řadu interakcí s několika pomocnými proteiny, které tvoří TLR4 komplex na buněčném povrchu. Nejprve je LPS rozeznán vazbou na lipopolysacharid vázající protein (LBP). LPS-LBP komplex přenáší LPS dále na CD14. CD14 je protein s glykofosfatidylinositolovou (GPI) kotvou, zanořenou v membráně, který váže LPS-LBP komplex a usnadňuje přenos LPS na protein MD2, asociovaný s extracelulární doménou TLR4. Vazba LPS spouští dimerizaci MD2 s TLR4 a konformační změna TLR4 je pak rozhodující pro nábor adaptorových proteinů, nesoucích TIR domény, nezbytných pro přenos signálu uvnitř buňky.  
Bylo nalezeno několik transkripčních variant TLR4, ale jejich protein kódující potenciál zůstává u většiny neznámý.

## Signalizace
Po rozpoznání LPS vedou konformační změny u TLR4 k navázání intracelulárních TIR domén, které obsahují adaptorové proteiny. Tyto adaptory jsou spojeny s TLR4 prostřednictvím homofilních interakcí mezi doménami TIR. Existují čtyři adaptorové proteiny, zapojené do dvou hlavních intracelulárních signálních drah.

### MyD88 závislá dráha

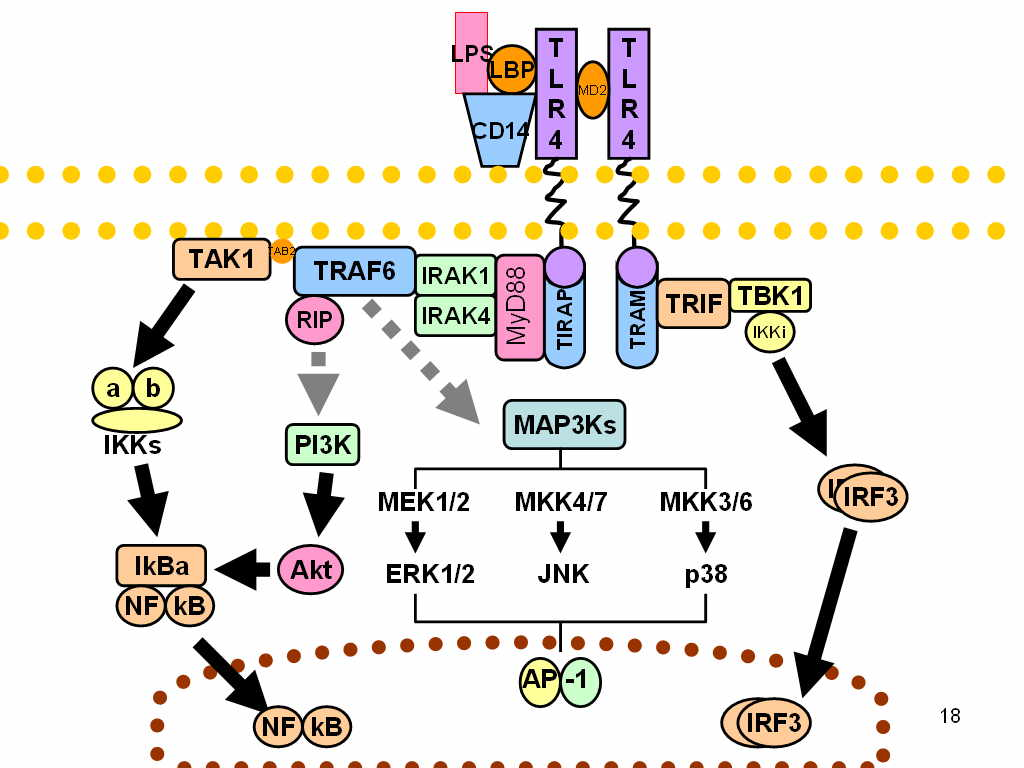
Signální dráhy TLR4

MyD88 závislá dráha je regulována prostřednictvím dvou proteinů asociovaných s adaptory: proteinem primární odpovědi myeloidní diferenciace 88 (MyD88) a proteinovým adaptérem obsahujícím IR doménu (TIRAP). TIRAP-MyD88 reguluje fázi časné aktivace NF-kB a produkci prozánětlivých cytokinů. MyD88 signalizace zahrnuje aktivaci kináz asociovaných s IL-1 receptorem (IRAK) a adaptorového proteinů TRAF6. TRAF6 idukuje aktivaci TAK1 kinázy, která dále vede k aktivaci kaskád mitogenem aktivované proteinkinázy (MAP kinázy) a IκB kinázy (IKK). Signální dráha IKK vede k aktivaci transkripčního faktoru NF-kB, zatímco MAPK kaskády aktivují jiný transkripční faktor: AP-1. Avšak obě hrají roli v expresi prozánětlivých cytokinů. Aktivace NF-kB prostřednictvím TAK-1 probíhá v proteinovém komplexu (signalosomu), tvořeném skafoldovým proteinem zvaným NEMO. Součástí signalosomu jsou dvě různé kB kinázy, které se nazývají IKKα a IKKβ. IKK-β fosforyluje IκB, což způsobí jeho degradaci a umožní jadernou translokaci transkripčního faktoru NF-kB.

### MyD88 nezávislá dráha
MyD88 nezávislá dráha je regulovaná prostřednictvím adaptorových proteinů TRIF, obsahujících TIR doménu, a TRAM. TRAM-TRIF prostřednictvím proteinu TRAF3 aktivují transkripční faktor IRF3, který indukuje produkci interferonů typu I.

### SARM: negativní regulátor TRIF zprostředkované dráhy
Pátým adaptorovým proteinem obsahujícím doménu TIR je Sterile α and HEAT (SARM). Jedná se však o inhibitor TLR4 signální dráhy. Aktivace SARM prostřednictvím vazby LPS inhibuje TRIF zprostředkovanou dráhu, avšak neinhibuje MyD88 závislou dráhu. Tento mechanismus slouží k regulaci nadměrné aktivace v reakci na LPS, která může vést k poškození vyvolanému zánětem, například k sepsi.

## Evoluční historie
Ke vzniku TLR4 došlo divergencí TLR2 a TLR4 před asi 500 miliony lety, v době těsně před začátkem evoluce obratlovců. Porovnání sekvencí exonů TLR4 člověka a lidoopů prokázalo, že lidská varianta TLR4 se od našeho posledního společného předka s šimpanzi takřka nezměnila. Lidské a šimpanzí TLR4 exony se liší pouze třemi substitucemi, zatímco lidské a paviání jsou si v extracelulární doméně podobné z 93,5%. Nicméně, lidé mají v TLR4 větší počet předčasných stop kodonů, než ostatní hominidé.Ve studii porovnávající 158 lidí z různých částí světa mělo 0,6% jedinců nonsense mutaci. To naznačuje, že na lidský TLR4 působí slabší evoluční tlak než na nám příbuzné primáty. Distribuce lidských polymorfismů TLR4 odpovídá migraci mimo Afriku a je pravděpodobné, že tyto polymorfismy vznikly v Africe ještě před migrací na jiné kontinenty.

## Interakce
Bylo zjištěno, že TLR4 interaguje s:
- LY96 (MD2) - protein vázající lipopolysacharid[14]
- MyD88 - adaptorový protein[15]
- TOLLIP - inhibiční adaptorový protein[16]
- Niklem[17]

Intracelulární transport TLR4 je závislý na GTPáze Rab-11a. Knockdown Rab-11a má za následek omezený přesun TLR4 do fagosomů obsahujících E. coli a následné snížení transdukce signálu MyD88 nezávislou dráhou.

## Klinický význam
U lidské varianty TLR4 byla identifikována řada jednonukleotidových polymorfismů (SNP) a u některých z nich byla zjištěna souvislost se zvýšenou citlivostí na gramnegativní bakteriální infekce nebo s rychlejší progresí a závažnějším průběhem sepse u vážně nemocných pacientů.

### Inzulinová rezistence
Protein Fetuin-A, který patří mezi endogenní ligandy TLR4, usnadňuje vazbu lipidů na receptory, čímž vyvolává rezistenci na inzulin.

### Nádorová onemocnění
Exprese TLR4 může být detekována u mnoha nádorových buněk a buněčných linií. TLR4 aktivuje NF-kB a MAP kinázovou dráhu, což implikuje možnou přímou roli buněčně autonomní signalizace TLR4 při regulaci karcinogeneze, zejména prostřednictvím zvýšené proliferace nádorových buněk, inhibice apoptózy a metastazování. Signalizace TLR4 může také přispívat k rezistenci vůči paclitaxelu, který se používá jako cytostatikum v léčbě karcinomu prsu, a rezistenci vůči siRNA terapii, využívané v terapii karcinomu prostaty. U 63% pacientek trpících karcinonem prsu, byla detekována exprese TLR4 na buňkách karcinomu a úroveň exprese nepřímo korelovala s přežitím. Navíc, nízká exprese MyD88 korelovala se sníženou metastázou do plic a sníženou expresí chemokinů CCL2 a CCL5. Nejvyšší exprese TLR4 v porovnání s ostatními TLR byla zaznamenána u linie lidského karcinomu prsu MDA-MB-231 a knockdown TLR4 vedl ke snížení proliferace i snížení hladin IL-6 a IL-8. Ovšem TLR4 signalizace v imunitních buňkách nádorového mikroprostředí může vést jak k produkci prozánětlivých cytokinů (TNF, IL-1β, IL-6, IL-18, atd.), tak protizánětlivých cytokinů (IL-10, TGF-β, atd.). Zároveň může podporovat produkci angiogenních mediátorů (VEGF, EGF, TGF-β, atd.). Toto může působit na polarizaci makrofágů asociovaných s nádory, přeměnu fibroblastů na fibroblasty podporující nádor, také přeměnu dendritických buněk v pro-nádorové a v neposlední řadě pro-tumorigenních aktivaci nezralých myeloidních buněk a jejich přeměnu na myeloidní supresorové buňky (MDSC). TLR signalizace je spojována a akumulací a funkcí MDSC v místě nádoru a také se schopností mezenchymálních stromálních buněk čelit protinádorové imunitě zprostředkované NK buňkami. U HepG2 hepatoblastomových buněk LPS zvýšil hladiny TLR4, buněčnou proliferaci a rezistenci vůči chemoterapii. Tyto jevy bylo možné zvrátit knockdownem genu pro TLR4. LPS stimulace podobně působila i na buněčnou linii lidské rakoviny jater H7402, kde bylo možné projevy zvrátit inhibicí STAT3. Kromě úspěšného využití BCG pro terapii rakoviny močového měchýře, byly v léčbě skvamocelulárního karcinomu, karcinomu žaludku a karcinomu děložního hrdla zaznamenány úspěchy i při orální aplikaci streptokoků připravených lyofilizací se současným využitím ligandů TLR4 / TLR2 - derivátů muramyldipeptidu.

### Těhotenství
Aktivace TLR4 při intrauterinních infekcích vede k deregulaci syntézy prostaglandinů, což vede ke kontrakci hladkého svalstva dělohy.

### Asp299Gly polymorfismus
Přestože je TLR4 tradičně známý jako receptor pro LPS, váže i řadu jiných lipidů. Původce nejčastější a nejzávažnější formy malárie převážně v Africe - Plasmodium falciparum, produkuje glykofosfatidylinositol, který může aktivovat TRL4. Dva objevené SNP u TLR4 jsou koexprimovány s vysokou penetrací v afrických populacích: TLR-4-Asp299Gly and TLR-4-Thr399Ile. Tyto polymorfismy jsou spojeny se zvýšenou produkcí imunomodulačního IL-10 prostřednictvím TLR4 signalizace a následným snížením produkce prozánětlivých cytokinů. Bodová mutace u TLR-4-Asp299Gly silně koreluje se zvýšenou infekcí Plasmodium falciparum, což naznačuje, že mutace brání TLR4 v silné odpovědi proti alespoň některým plasmodiálním infekcím. Míra infekce malárie a související morbidita jsou sice v populaci s TLR-4-Asp299Gly vyšší, zdá se však, že úmrtnost klesá. To může naznačovat, že malárie pro svou patogenezi alespoň částečně využívá produkce cytokinů. Díky snížení produkce cytokinů vlivem mutace sice může docházet ke zvýšené vnímavosti k infekci, ovšem zdá se, že úmrtnost se snižuje.
Kromě toho je TLR4-D299G spojován s agresivním kolorektálním karcinomem u člověka. Ukázalo se, že lidské adenokarcinomy tlustého střeva pacientů s TLR4-D299G byly častěji v pokročilém stadiu s metastázami, než pacienti s jinou variantou. Stejná studie prokázala, že buňky střevního epitelu (Caco-2) exprimující TLR4-D299G prošly epiteliálně-mezenchymální tranzicí a morfologickými změnami spojenými s progresí nádoru, zatímco buňky střevního epitelu s obvyklou variantou TLR4 nikoliv.

## Studie se zvířaty
Během výzkumu možné souvislosti mezi TLR4 receptorem a nadměrnou konzumací alkoholu, bylo zjištěno, že po manipulaci genů zodpovědných za expresi TLR4 a GABA receptorů u hlodavců navyklých k nadměrnému pití, došlo u zvířat k výraznému snížení tohoto chování. Navíc je známo, že ethanol může i bez přítomnosti LPS aktivovat signální dráhy TLR4.
Vysoké hladiny TLR4 a M2 makrofágů asociovaných s nádory jsou spojeny s náchylností ke zvýšenému růstu nádorů u myší po spánkové deprivaci. Geneticky modifikované myši neprodukující TLR4 naopak vykazovaly normální růst rakoviny.

## Léčiva zacílená na TLR4
Bylo prokázáno, že TLR4 má významný podíl na dlouhodobých vedlejších účincích opioidních analgetik. Byly testovány různé ligandy μ-opioidního receptoru a bylo zjištěno, že působí zároveň jako agonisté i antagonisté TLR4, přičemž opioidní agonisté, jako je morfin, jsou také agonisté TLR4, zatímco opioidní antagonisté, jako je naloxon, byli shledáni antagonisty TLR4. Aktivace TLR4 vede k uvolňování prozánětlivých cytokinů včetně TNF-α a interleukinu 1 a předpokládá se, že konstantní uvolňování těchto mediátorů v nízké hladině po čase snižuje účinnost léčby opioidy a má podíl na vývoji tolerance na opioidní analgetika. Vlivem dlouhodobého užívání opiodních léčiv dochází ke spuštění vedlejších účinků jako je hyperalgezie a alodynie. Léčiva, která působí proti účinkům TNF-α a IL-1, zvyšují analgetické účinky opioidů a zároveň snižují rozvoj tolerance i ostatních vedlejších účinků. Stejné účinky byly zaznamenány při podání léčiv blokujících samotný TLR.
Dále bylo zjištěno, že odpověď TLR4 na opioidní léčiva je nezávislá na enantiomeru, takže „nepřirozené“ enantiomery opioidních léčiv, jako je morfin a naloxon, které postrádají afinitu k opioidním receptorům, stále vykazují afinitu k TLR4. Z toho vyplývá, že nepřirozené enantiomery opioidních antagonistů, jako je (+)-naloxon lze využít k blokování aktivity TLR4, zatímco analgetická aktivita zprostředkovaná μ-opioidním receptorem zůstává zachována. To může být také důvodem příznivého účinku velmi nízké dávky naltrexonu na opioidní analgezii.
Morfin působí prozánětlivě vazbou na protein MD2, který se následně vážně na TLR4. Morfinem indukovaná aktivace TLR4 působí proti potlačování bolesti opioidy a zvyšuje vývoj tolerance a závislosti na opioidech, má vliv na zneužívání drog a podílí se na dalších negativních účincích, jako je respirační deprese a hyperalgezie. Léčiva zacílená na TLR4 by mohla léčbu bolesti na bázi opioidů zlepšit.

### Agonisté
- Buprenorfin[42]
- Ethanol[43]
- Fentanyl[42]
- Glucuronoxylomannan - původcem je Cryptococcus[44]
- Karbamazepin[45]
- Levorphanol[42]
- Lipopolysacharid (LPS)[46]
- Metadon[42]
- Morfin[42]
- Morfin-3-glukuronid - metabolit morfinu, selektivně aktivuje TLR4[42]
- Oxcarbazepin[45]
- Oxykodon[42]
- Pethidin[42]
- Tapentadol

### Antagonisté
- Eritoran - analog lipidu A

Od prosince 2009 byl vyvíjen jako lék proti těžké sepsi. Avšak později bylo zjištěno, že jeho účinky jsou nedostačující a bylo navrženo jiné využití - v léčbě některých závažných případů chřipky. Ačkoli neléčí samotný virus, lze jej použít proti masivní imunitní reakci zvané cytokinová bouře, která je hlavní příčinou úmrtnosti na těžkou chřipku.
- Amitriptylin[45]
- Cyklobenzaprin[45]
- Ketotifen[45]
- Imipramin[45]
- Mianserin[45]
- (+)-naloxon[37]
- Ibudilast[49]
- Pinocembrin - flavonoid[50]
- Naloxon[42]
- Naltrexon a (+)-naltrexon[42]
- Palmitoylethanolamid[51]
- Propentofyllin
- Tapentadol (agonista/antagonista)